# Telomerina cana
Telomerina cana is een vliegensoort uit de familie van de mestvliegen (Sphaeroceridae). De wetenschappelijke naam van de soort is voor het eerst geldig gepubliceerd in 1984 door Marshall and Rohacek.